# 45
Aquesta pàgina és per a l'any. Per al nombre, vegeu quaranta-cinc.

## Esdeveniments

### Llocs

#### Imperi romà
- Marcus Vinicius i Tito Statilius Taure Corvinus són cònsols.
- Comencen els viatges de Sant Pau segons la cronologia tradicional
- Galba es converteix en el comandant de la Legió III Augusta.
- L'actual Salzburg es concedeix l'estatut d'un municipi roma.
- L'emperador Claudi expulsa els jueus de Roma.
- L'emperador Claudi funda Szombathely, actualment una ciutat hongaresa.
- El senat celebra consultes sobre béns immobles en l'especulació de Roma.

#### Àsia
- Expedició del general xinès Ma Yuan contra Xiongu i Xianbei a Manxúria.

### Temàtiques

#### Religió
- Pau de Tars comença el seu viatge com a missioner.

## Naixements
- Plutarc, historiador grec.
- Publi Papini Estaci, poeta llatí.

## Necrològiques
- Júlia Drusa, neboda de Claudi i Valèria Messal·lina. (data probable)